# Pinilla de Toro
Pinilla de Toro è un comune spagnolo di 365 abitanti situato nella comunità autonoma di Castiglia e León.